# Inuyasha (personaj)
InuYasha (犬夜叉? romanizat și ca Inuyasha) este un personaj fictiv al seriei anime și manga InuYasha creată de Rumiko Takahashi principalul protagonist și caracter titlu. Inu înseamnă câine și Yasha înseamnă demon, deci InuYasha se traduce drept  "câine demon".
Este cel de-al doilea fiu al cunoscutului demon-câine Inu no Taishō și al muritoarei Izayoi. După o încercare de furt al Giuvaerului Sacru, a fost țintuit de Copacul Sacru de către preoteasa Kikyō (cu 50 de ani înainte de desfășurarea evenimentelor din serie) - după acești 50 de ani, Kagome Higurashi îl va elibera și va sparge accidental Giuvaerul Sacru. Deși ezită, cei doi vor accepta să colaboreze în recuperarea cioburilor de Giuvaer, pentru a evita accesul forțelor nefaste la puterea acestora. Pe parcursul călătoriei lor, se vor împrieteni cu Shippō, Miroku, Sango și Kirara.
Inuyasha are un frate vitreg numit Sesshōmaru, care este un demon deplin și-l detestă pe Inuyasha din prisma umanității sale. De-a lungul seriilor, cei doi se vor confrunta constant, Sesshōmaru fiind cel care încearcă mereu să își învingă și ucidă fratele, dar nu reușește. Inuyasha este cel care îl ucide pe Naraku folosind tehnica Meidō Zangetsuha (inițial, doar în manga), stăpânită inițial de Sesshōmaru. După moartea antagonistului, 3 ani mai târziu, este indicat faptul că el și Miroku începuseră să vâneze demoni împreună și că s-a căsătorit cu Kagome.
În 2001 a primit premiul Animage Grand Prix pentru Cel Mai Bun Personaj Masculin.

## Descriere

### Copilăria
Inuyasha este fiul unei nobile numite Izayoi și al demonului-câine Inu no Taishō. Înfuriat de fraternizarea unui om cu un demon, propriul gardian al lui Izayoi, Takemaru no Setsuna, o rănește cu o suliță în noaptea nașterii lui Inuyasha - aceasta reușește să ducă nașterea la capăt, însă va muri din cauza rănilor sale. Ulterior, va fi reanimată de Inu no Taishō folosind sabia Tenseiga - acesta, la rândul său ranit în urma luptei cu demonul Ryūkotsusei, își ia rămas bun de la familia lui și îi instruiește să fugă, își folosește ultimele puteri pentru a-l împiedica pe Takemaru să îi urmărească și va muri.
Copilăria lui Inuyasha este una singuratică, nefiind acceptat de oameni și demoni deopotrivă, datorită faptului că este un semidemon. Fiind ostracizat de toți oamenii, în afară de mama sa, este devastat când aceasta moare - este lăsat cu Roba Șobolanului-de-Foc primit de ea de la Inu no Taishō, precum și un recipient cosmetic (ulterior, dăruit lui Kikyo înainte de a fi sigilat de Copacul Vremurilor).
Incapabil să riposteze ca și copil, Inuyasha era forțat să evite conflictele cu demoni ostili. Asemenea situații au condus la acumularea unor frustrări manifestate când devine adult, dezvoltând o personalitate ostilă și defensivă; chiar și ca adult, se ascunde în nopțile cu lună nouă, în timpul cărora își pierde puterile demonice și devine uman. Inuyasha afirmă că nu doarme în timpul lunii noi pentru a preveni ca slăbiciunea sa să fie cunoscută - în momentul când află de abilitatea unei bijuterii mistice de a-l transforma într-un demon deplin, pornește în căutarea acesteia.

### Întâlnirea cu Kikyo
Inițial, Inuyasha plănuia să fure Giuvaerul păzit de Kikyō, preoteasa însărcinată cu purificarea acestuia. După câteva încercări eșuate de a se apropia de Kikyō, cei doi încep să dezvolte sentimente romantice - deoarece Inuyasha menționează că corpul ei miroase a sânge, Kikyō începe să se îmbăieze zilnic și Inuyasha o privește de departe. Întâlnirile lor ulterioare conduc la apropierea celor doi după ce Inuyasha o salvează pe sora ei, Kaede, de atacul Stăpânei Centiped, care plănuia să fure Giuvaerul de la Kikyō.
În urma acestor întâlniri, intervine umanizarea lui Kikyō, fiind mult mai emotivă și implicată cu copiii din sat, în timp ce Inuyasha renunță la căutarea Giuvaerului și continuă să trăiască în satul ei o perioadă. După ce puterile lui Kikyō slăbesc datorită sentimentelor ei pentru Inuyasha și în urma rănirii lui Kaede (ce duce la pierderea ochiului ei drept), Kikyō decide ce să facă în continuare pentru o viață echilibrată. 
În cele din urmă, preoteasa consideră să folosească Giuvaerul pentru a-l transforma pe Inuyasha într-un simplu muritor, purificând astfel Giuvaerul și permițându-i acesteia să devină o simplă femeie - având în vedere că singura ei responsabilitate de preoteasă era de a păzi Giuvaerul, acest plan ar fi condus la o viață normală pentru ambii îndrăgostiți. 
Un alt semidemon numit Naraku, născut din trupul unui tâlhar îngrijit de Kikyō, a observat idila celor doi și plănuia să fure Giuvaerul. Prin diverse tehnici de manipulare, Kikyō și Inuyasha sunt convinși că au fost trădați reciproc - astfel, Inuyasha va năvăli în satul lui Kikyō, încercând să fure bijuteria, fiind convins că Kikyō nu a dorit niciodată să îl transforme în muritor. Pentru a-și apăra satul și pentru a evita furtul Giuvaerului, Kikyō îl țintuiește cu o săgeată sacră de Copacul Vremurilor, cu o vrajă de somn etern; câteva momente mai târziu, Kikyō se prăbușește din cauza unei răni fatale cauzate de Naraku (deghizat ca Inuyasha la momentului atacului) și își îndrumă sora să ardă Giuvaerul cu corpul ei, pentru ca oamenii răi și demonii să nu îl mai poată folosi niciodată în scopuri nefaste. Ulterior, va muri, iar dorința ei muribundă va fi îndeplinită - în ciuda cursului evenimentelor, Inuyasha încă o iubea pe Kikyō.

### Readucerea la viață
Cincizeci de ani mai târziu, reîncarnarea lui Kikyō apare în Era Feudală prin Fântâna Mâncatoare de Oase, neștiind de existența bijuteriei. Prezența Giuvaerului readuce diverși demoni la viață, însă elementul care îl reanimă pe Inuyasha este mirosul sângelui lui Kagome, cauzat de rana făcută de Stăpâna Centiped. Când o vede pentru prima dată, Inuyasha o confundă pe Kagome cu Kikyō, datorită înfățișării lor similare - cu toate acestea, determină că sunt persoane diferite datorită mirosului. 
În urma atacului Stăpânei Miriapod, Inuyasha este eliberat de Kagome, iar acesta ucide demonul. Ulterior, Inuyasha a atacă pe Kagome pentru a fura Giuvaerul, însă Kaede plasează un rozar mistic și o instruiește pe Kagome cum să îl subjuge pe Inuyasha. 
Kagome va fi capturată de o bandă de tâlhari, a cărei căpetenie este controlată de un demon-corb. Deoarece demonul-corb a furat Giuaverul și pentru că Kagome poate observa Giuvaerul, cei doi pornesc după bijuterie - ulterior, Kagome va sparge accidental Giuaverul cu o săgeată, iar cioburile acestuia se vor dispera pe întregul teritoriu al Japoniei. Deși ezitant, va începe să colaboreze cu Kagome în recuperarea acestor fragmente.

### Căutarea Giuvaerului Sacru
Pe măsură ce Inuyasha și Kagome continuau să colecteze fragmentele de Giuvaer, toleranța dintre cei doi începuse să crească după ce și-au înfrânt primul dușman, Yura cea cu Păr Demonic. Ulterior, fratele lui Inuyasha, Sesshōmaru, îl va confrunta pentru a afla locația mormântului tatălui lor, Inu no Taishō, ce conținea un artefact ascuns - întâlnirea celor doi îi permite lui Inuyasha să obțină Tessaiga, o sabie făurită dintr-un colț al lui Inu no Taishō și care era căutată de fratele său. 
După ce și-a învins fratele, relația dintre Inuyasha și Kagome devine mai serioasă, și încep să dezvolte sentimente unul pentru celălalt. Cu trecerea timpului, încep să se alieze cu diverse personaje ce îî vor ajuta să reconstruiască Giuvaerul. Totodată, Inuyasha află de existența unui semi-demon numit  Naraku, și constată că abilitățile de metamorfozare ale lui Naraku au condus la conflictul dintre Inuyasha și Kikyō, în urmă cu 50 de ani; faptul că Naraku de asemenea vrea cioburile de Giuvaer, Inuyasha jură să îl distrugă și să răzbune moartea lui Kikyō.

### Tessaiga Roșie
Inuyasha și prietenii lui încearcă să găsească o modalitate eficientă de a înlătura barierele lui Naraku - în urma unei întâlniri cu Tōtōsai, Myōga afirmă că a fost informat despre modul de a învinge barierele semi-demonului. Conform lui Myōga, Inuyasha trebuie să ajungă pe insula demonului-liliac Taigokumaru, unde semidemonii sunt folosiți ca și sursă pentru o barieră similară cu cea a lui Naraku. Puricele îi explică și faptul că Tessaiga va fi în stare să distrugă bariera lui Naraku după ce sabia va absorbi sângele stăpânului ei; cu toate acestea, bariera lui Taigokumaru nu a putut fi distrusă datorită unei bariere create de un semidemon numit Shiori. 
Când Taigokumaru devine încrezător în forțele sale de a-l învinge pe Inuyasha, va ataca satul lui Shiori; când mama lui Shiori îl imploră să se oprească, demonul afirmă că i-a ucis soțul datorită insolenței sale. Drept pedeapsă, Shiori îl elimină pe Taigokumaru din bariera și îi permite lui Inuyasha să îl ucidă - cu toate acestea, Inuyasha nu o ucide pe Shiori, deoarece considera că ea era doar un copil nevinovat și afirmă că va căuta un alt demon generator de bariere pe care să îl ucidă pentru a-și face sabia mai puternică. Pentru a realiza acest lucru, Shiori îi oferă Cristalul Coralului Sângeriu ca și răscumpărare pentru greșelile ei și i-a permis distrugerea Cristalului. După ce artefactul a fost distrus, Tessaiga devine mai puternică și se transformă într-o sabie roșie.

## Înfățișare
Inuyasha are părul lung argintiu, ochii de culoare aurie și gheare pe degete. Este sugerat de unii oameni că el este destul de frumos. Un aspect al muncii lui Rumiko Takahashi este cantitatea considerabilă de detalii istoric corecte. 
Inuyasha este setat în timpul perioadei "statului beligerant", care este "pre-Edo", sau Muromachi iar Takahashi a menționat într-un interviu că hainele lui Inuyasha sunt bazate pe "hainele preoților" din standardul de epocă. Aici putem asuma că ea se referă la preoții șinto, că la acel moment nu erau preoți shinto, preoți zen sau preoți budiști printre alți (Miroku este un preot budist tipic rătăcitor, în timp ce bunicul lui Kagome este un preot shinto tipic la Altar și Kikyo o preoteasă).
Hainele lui Inuyasha sunt toate roșii constând din Roba de foc-șobolan care este realizat din legendarul "Hinezumi" (blană de șobolan de foc), care este declarat ar putea fi rezistentă la foc. Putem vedea că articolele de îmbrăcăminte ale lui Inuyasha sunt un sacou cu mâneci "separat", kosode (cămașă), hakama (pantaloni) până la glezne și obi (centură).

### Înfățișarea umană
La fel ca toți semi-demonii, Inuyasha se transformă complet în om, în timpul nopțiilor fără lună (în restricționarea unui incident de pe Muntele Hakurei). În timpul lunii noi, părul său devine negru, ochii maro la rândul său și își pierde puterile sale de demon și caracteristicile, inclusiv urechile sale de câine (care sunt înlocuite cu urechi umane, ghearele (care devin unghii) și colții (care se contractă periodic în canini umani). În această formă, Inuyasha poate utiliza doar Tessaiga în forma sa ruginită. Doar prietenii lui Inuyasha îi știu secretul și încearcă întotdeauna să-l ascundă în timpul lunii noi.

### Înfățișarea demonică
Când sângele demonic al lui Inuyasha pune stăpânire pe el atunci viața lui este în pericol și atunci când nu are Tessaiga la îndemână. Inuyasha s-a transformat prima dată atunci când Goshiki detașarea lui Naraku a rupt Tessaiga cu colții săi. Când s-a transformat, irișii lui Inuyasha au devenit rosii, pupilele au devenit albastre într-o formă similară cu cea a lui Sesshomaru și a tatălui lor în formele reale de demon. Dungi violet neregulate apar sub ochii lui, dezvoltând semne negre și subțiri în jurul ochilor iar colții și ghearele devin mai pronunțate. În această formă, Inuyasha este capabil pe deplin să utilizeze puterea sa fizică de Yokai, care a fost mai mult decât suficient pentru a-i distruge pe Goshinki și Gatenmaru cu o singură lovitură din ghearele sale.

## Relații cu personajele
Kagome Higurashi
Kagome este reîncarnarea lui Kikyo, astfel însemnând că ea și Kikyo au aceelași suflet. Naraku a spus în capitolul 546 din manga, că Shikon no Tama a folosit sentimentele persistente ale lui Kikyo pentru Inuyasha și a renăscut în Kagome, folosind corpul ei pentru a reveni în epoca feudală. Ea este persoana responsabilă pentru eliberarea lui Inuyasha din somnul său de 50 de ani din copacul sacru și de asemenea persoana responsabilă pentru sigilarea sorții lui Naraku. La prima vedere Inuyasha a confundat-o pe Kagome cu Kikyo, precizând că amândouă miroseau și arătau la fel. Ei sunt forțați să colaboreze atunci când Kagome a spart Shikon no Tama într-o încercare de a nu recâștiga posesia acestuia. Prin cursul călătoriei lor, Inuyasha și Kagome au început să dezvolte sentimente romantice unul pentru celălalt și fiecare încet încep să cadă în dragoste.